# Esteban Casado Poveda
Esteban Casado Poveda (Ciudad Real. 11 de setembre de 1943 - 26 de gener de 2020) fou un polític i sindicalista català d'origen castellanomanxec.

## Trajectòria
S'establí a l'Hospitalet de Llobregat i treballà com a mecànic a la SEAT. Des de 1975 milita a la UGT de Catalunya, sindicat en el que ha estat vocal de la Federació del Metall de Catalunya i president de Conflicte Federal del Metall.
El 1975 també es va afiliar a la Federació Catalana del PSOE, de la que en fou membre del comitè nacional. Quan aquesta es va integrar en el PSC passà a ocupar la secretaria nacional de política sindical. A començaments de la dècada de 1980 era secretari general de l'Agrupació 5a del PSC a l'Hospitalet de Llobregat. Fou elegit diputat pel Partit dels Socialistes de Catalunya a les eleccions al Parlament de Catalunya de 1980 per la circumscripció de Barcelona. Ha estat membre de la comissió de Política Social del Parlament de Catalunya de 1980 a 1984. No es presentà a les eleccions de 1984.